# Ștefești (gmina)
Ștefești – gmina w Rumunii, w okręgu Prahova. Obejmuje miejscowości Scurtești, Ștefești i Târșoreni. W 2011 roku liczyła 2137 mieszkańców.